# Partito Popolare Cristiano (Perù)
Il Partito Popolare Cristiano (Spagnolo: Partido Popular Cristiano) o PPC è un partito politico peruviano di centro basato sulla dottrina social-cristiana nato da una scissione della Democrazia Cristiana Peruviana nel 1966, guidato da Luis Bedoya Reyes.
Inizialmente il partito nacque a seguito della crisi politica che colpì il Perù negli anni 60, caratterizzato da rivoluzioni sociali frutto del malessere delle fasce di popolazione meno abbienti, per difendere gli interessi della borghesia peruviana minacciata dai partiti della sinistra e anche dalla stessa DC che si era avvicinata su posizioni progressiste. Il partito era quindi schierato su posizioni di centrodestra per poi gradualmente oscillare tra il centro e la destra. In realtà il partito nel periodo tra la sua fondazione e la fine degli anni '80 era considerato come quello più a destra di tutti perché gli altri partiti principali del paese, Partido Aprista (populista) e l'Azione Popolare (centro umanista).
Con l'avvento del governo autoritario di Alberto Fujimori, fautore di una riforma liberista in campo economico, il PPC si è spostato verso il centro. Negli ultimi anni è rimasto all'opposizione sia al governo di centrodestra di Alejandro Toledo sia quello di Alan García (ex presidente di sinistra degli anni '80 che ha proposto un programma liberale-conservatore) cercando di spostarsi su posizioni di centro sia in campo economico che in campo sociale. Il partito è guidato da Lourdes Flores Nano e sotto la sua gestione il partito alleato con altre formazioni di centro e centrodestra ha ottenuto risultati positivi, intorno al 24% ma per ben due volte la leader è rimasta fuori dal ballottaggio per poche migliaia di voti.
Attualmente è parte integrante della coalizione Unidad Nacional.

## Risultati elettorali
| Parlamentari 1980 | 376.060                            | 9,19                               | 10 / 180   |
| Parlamentari 1985 | Convergenza Democratica            | Convergenza Democratica            | 12 / 180   |
| Parlamentari 1990 | Fronte Democratico                 | Fronte Democratico                 | N.D.       |
| Costituenti 1992  | 606.651                            | 9,73                               | 8 / 80     |
| Parlamentari 1995 | 135.236                            | 3,09                               | 3 / 120    |
| Parlamentari 2000 | Boicottate                         | Boicottate                         | Boicottate |
| Parlamentari 2001 | Unità Nazionale                    | Unità Nazionale                    | N.D.       |
| Parlamentari 2006 | Unità Nazionale                    | Unità Nazionale                    | 8 / 120    |
| Parlamentari 2011 | Alleanza per il Grande Cambiamento | Alleanza per il Grande Cambiamento | 7 / 130    |
| Parlamentari 2016 | Alleanza Popolare                  | Alleanza Popolare                  | 0 / 130    |
| Parlamentari 2020 | 590.378                            | 3,99                               | 0 / 130    |
| Parlamentari 2021 | 212.820                            | 1,65                               | 0 / 130    |
| 1. 2. 3. 4. 5. 6. |                                    |                                    |            |